# Issy-l'Évêque
Issy-l'Évêque é uma comuna francesa na região administrativa de Borgonha-Franco-Condado, no departamento Saône-et-Loire. Estende-se por uma área de 72,29 quilômetros quadrados. Em 2010 a comuna tinha 714 habitantes (densidade: 9,9 hab./km²).